# Jane Elliott
Jane Elliott (născută Jennison ; n. 27 mai 1933, Riceville⁠(d), Iowa, SUA) este o profesoară americană, activistă anti-rasism și educatoare. Este cunoscută pentru exercițiul său „Ochi albaștri–ochi căprui”. Ea a efectuat pentru prima dată faimosul ei exercițiu pentru clasa ei la data de 5 aprilie 1968, a doua zi după ce Martin Luther King Jr. a fost asasinat. Când ziarul local a publicat compoziții în care copiii au scris despre experiență, reacțiile (atât pozitive, cât și negative) au format baza carierei sale de vorbitor public împotriva discriminării. Exercițiul lui Elliott a fost filmat a treia oară când l-a ținut cu elevii ei de clasa a treia din 1970 pentru a deveni Ochiul furtunii. La rândul său, aceasta a inspirat o retrospectivă care a reunit membrii promoției 1970 cu profesorul lor cincisprezece ani mai târziu, în A Class Divided. După ce a părăsit școala, Elliott a devenit educator pentru diversitate cu normă întreagă. Încă efectuează exercițiul și susține prelegeri despre efectele sale peste tot în SUA și în mai multe locații de peste mări.